# السلور الشيطان العملاق
سمك السلور الشيطان العملاق أكبر مفترس في المياه العذبة وأقواها وأكثرها قدرة على النمو اللاّمحدود كلما أكلت كلما كبر الحجم من أقوى أنواع السلوريات.